# Trimerotropis cincta
Trimerotropis cincta är en insektsart som först beskrevs av Thomas, C. 1870.  Trimerotropis cincta ingår i släktet Trimerotropis och familjen gräshoppor. Inga underarter finns listade i Catalogue of Life.